# Giải vô địch cờ vua thế giới 1975
Giải vô địch cờ vua thế giới năm 1975 gồm một chuỗi các giải đấu để chọn ra nhà vô địch thế giới. Tuy nhiên trận tranh ngôi vua cờ không tổ chức được do bất đồng về thể thức thi đấu. Theo kết quả đấu loại, đương kim vua cờ Bobby Fischer (Hoa Kỳ) được lên lịch đấu với nhà thách đấu Anatoly Karpov (Liên Xô) tại Manila, bắt đầu từ ngày 1 tháng 6 năm 1975. Fischer từ chối thi đấu với thể thức thời đó là "Thắng sau 24 ván". Sau khi không có được tiếng nói chung với FIDE, Fischer bị tước danh hiệu vua cờ. Karpov trở thành vua cờ thứ 12 vào ngày 3 tháng 4 năm 1975 mà không cần phải thi đấu.

## Các giải liên khu vực 1973
Hai giải Liên khu vực với 18 kỳ thủ mỗi giải, chơi theo thể thức vòng tròn một lượt nhằm tuyển ra 3 kỳ thủ đứng đầu mỗi vòng loại cho Giải đấu Ứng viên. Leningrad và Petrópolis, Brasil là các địa điểm thi đấu.
|    |                                  | Elo  | 1 | 2 | 3 | 4 | 5 | 6 | 7 | 8 | 9 | 10 | 11 | 12 | 13 | 14 | 15 | 16 | 17 | 18 | Điểm | Hệ số phụ |
| -- | -------------------------------- | ---- | - | - | - | - | - | - | - | - | - | -- | -- | -- | -- | -- | -- | -- | -- | -- | ---- | --------- |
| 1  | Viktor Korchnoi (Liên Xô)        | 2635 | - | ½ | 1 | ½ | 1 | 1 | ½ | 1 | ½ | 1  | 1  | 1  | ½  | 1  | 0  | 1  | 1  | 1  | 13½  | 108.25    |
| 2  | Anatoly Karpov (Liên Xô)         | 2545 | ½ | - | ½ | 1 | ½ | ½ | 1 | ½ | 1 | ½  | 1  | ½  | 1  | 1  | 1  | 1  | 1  | 1  | 13½  | 104.25    |
| 3  | Robert Byrne (Mỹ)                | 2570 | 0 | ½ | - | ½ | ½ | 1 | ½ | ½ | ½ | 1  | 1  | 1  | ½  | 1  | 1  | 1  | 1  | 1  | 12½  |           |
| 4  | Jan Smejkal (Tiệp Khắc)          | 2570 | ½ | 0 | ½ | - | 0 | 0 | ½ | ½ | 1 | 1  | 0  | 1  | 1  | 1  | 1  | 1  | 1  | 1  | 11   |           |
| 5  | Robert Hübner (Tây Đức)          | 2600 | 0 | ½ | ½ | 1 | - | 0 | ½ | 1 | 1 | ½  | ½  | 1  | ½  | 1  | ½  | ½  | 0  | 1  | 10   | 79.50     |
| 6  | Bent Larsen (Đan Mạch)           | 2620 | 0 | ½ | 0 | 1 | 1 | - | 1 | 0 | 0 | ½  | 0  | 1  | 1  | ½  | 1  | ½  | 1  | 1  | 10   | 75.00     |
| 7  | Gennady Kuzmin (Liên Xô)         | 2565 | ½ | 0 | ½ | ½ | ½ | 0 | - | 1 | 0 | ½  | ½  | ½  | 1  | ½  | 1  | 1  | 1  | ½  | 9½   |           |
| 8  | Mikhail Tal (Liên Xô)            | 2655 | 0 | ½ | ½ | ½ | 0 | 1 | 0 | - | 1 | ½  | 1  | 1  | ½  | 0  | 0  | 1  | 0  | 1  | 8½   | 67.25     |
| 9  | Svetozar Gligorić (Nam Tư)       | 2595 | ½ | 0 | ½ | 0 | 0 | 1 | 1 | 0 | - | ½  | ½  | ½  | ½  | 1  | ½  | 0  | 1  | 1  | 8½   | 64.00     |
| 10 | Mark Taimanov (Liên Xô)          | 2595 | 0 | ½ | 0 | 0 | ½ | ½ | ½ | ½ | ½ | -  | ½  | 1  | ½  | ½  | 1  | ½  | 1  | ½  | 8½   | 63.00     |
| 11 | Miguel Quinteros (Argentina)     | 2480 | 0 | 0 | 0 | 1 | ½ | 1 | ½ | 0 | ½ | ½  | -  | 0  | 0  | ½  | ½  | 1  | ½  | 1  | 7½   | 55.75     |
| 12 | Ivan Radulov (Bulgaria)          | 2510 | 0 | ½ | 0 | 0 | 0 | 0 | ½ | 0 | ½ | 0  | 1  | -  | 1  | 1  | ½  | ½  | 1  | 1  | 7½   | 49.50     |
| 13 | Wolfgang Uhlmann (Đông Đức)      | 2550 | ½ | 0 | ½ | 0 | ½ | 0 | 0 | ½ | ½ | ½  | 1  | 0  | -  | ½  | ½  | ½  | ½  | 1  | 7    | 51.75     |
| 14 | Eugenio Torre (Philippines)      | 2430 | 0 | 0 | 0 | 0 | 0 | ½ | ½ | 1 | 0 | ½  | ½  | 0  | ½  | -  | ½  | 1  | 1  | 1  | 7    | 45.00     |
| 15 | Josip Rukavina (Nam Tư)          | 2460 | 1 | 0 | 0 | 0 | ½ | 0 | 0 | 1 | ½ | 0  | ½  | ½  | ½  | ½  | -  | 0  | 1  | ½  | 6½   |           |
| 16 | Vladimir Tukmakov (Liên Xô)      | 2560 | 0 | 0 | 0 | 0 | ½ | ½ | 0 | 0 | 1 | ½  | 0  | ½  | ½  | 0  | 1  | -  | ½  | 1  | 6    |           |
| 17 | Guillermo Estévez Morales (Cuba) | 2385 | 0 | 0 | 0 | 0 | 1 | 0 | 0 | 1 | 0 | 0  | ½  | 0  | ½  | 0  | 0  | ½  | -  | 1  | 4½   |           |
| 18 | Miguel Cuéllar (Colombia)        | 2400 | 0 | 0 | 0 | 0 | 0 | 0 | ½ | 0 | 0 | ½  | 0  | 0  | 0  | 0  | ½  | 0  | 0  | -  | 1½   |           |
Korchnoi, Karpov và Byrne giành quyền tham dự Giải đấu Ứng viên.
|    |                              | Elo  | 1 | 2 | 3 | 4 | 5 | 6 | 7 | 8 | 9 | 10 | 11 | 12 | 13 | 14 | 15 | 16 | 17 | 18 | Điểm | Hệ số phụ |
| -- | ---------------------------- | ---- | - | - | - | - | - | - | - | - | - | -- | -- | -- | -- | -- | -- | -- | -- | -- | ---- | --------- |
| 1  | Henrique Mecking (Brasil)    | 2575 | - | ½ | ½ | ½ | 1 | ½ | ½ | 1 | ½ | ½  | 1  | ½  | ½  | 1  | ½  | 1  | 1  | 1  | 12   |           |
| 2  | Efim Geller (Liên Xô)        | 2585 | ½ | - | ½ | ½ | ½ | 1 | ½ | ½ | ½ | 1  | ½  | ½  | 1  | 1  | 0  | 1  | 1  | 1  | 11½  | 89.50     |
| 3  | Lev Polugaevsky (Liên Xô)    | 2640 | ½ | ½ | - | 1 | ½ | ½ | ½ | ½ | ½ | ½  | ½  | 0  | 1  | 1  | 1  | 1  | 1  | 1  | 11½  | 88.00     |
| 4  | Lajos Portisch (Hungary)     | 2645 | ½ | ½ | 0 | - | ½ | ½ | ½ | ½ | 1 | ½  | 1  | ½  | 1  | ½  | 1  | 1  | 1  | 1  | 11½  | 85.50     |
| 5  | Vasily Smyslov (Liên Xô)     | 2600 | 0 | ½ | ½ | ½ | - | 0 | 1 | ½ | ½ | 1  | ½  | ½  | 1  | 1  | ½  | 1  | 1  | 1  | 11   |           |
| 6  | David Bronstein (Liên Xô)    | 2585 | ½ | 0 | ½ | ½ | 1 | - | 0 | ½ | ½ | 1  | 1  | 1  | ½  | 1  | ½  | 1  | 1  | 0  | 10½  |           |
| 7  | Vlastimil Hort (Tiệp Khắc)   | 2610 | ½ | ½ | ½ | ½ | 0 | 1 | - | 1 | 0 | 0  | 1  | ½  | ½  | ½  | 1  | ½  | 1  | 1  | 10   |           |
| 8  | Vladimir Savon (Liên Xô)     | 2570 | 0 | ½ | ½ | ½ | ½ | ½ | 0 | - | ½ | 0  | 1  | 1  | ½  | ½  | 1  | 1  | ½  | 1  | 9½   |           |
| 9  | Borislav Ivkov (Nam Tư)      | 2535 | ½ | ½ | ½ | 0 | ½ | ½ | 1 | ½ | - | ½  | ½  | ½  | ½  | ½  | ½  | 1  | ½  | ½  | 9    | 72.75     |
| 10 | Ljubomir Ljubojević (Nam Tư) | 2570 | ½ | 0 | ½ | ½ | 0 | 0 | 1 | 1 | ½ | -  | 0  | 1  | ½  | 0  | 1  | ½  | 1  | 1  | 9    | 67.50     |
| 11 | Samuel Reshevsky (Mỹ)        | 2575 | 0 | ½ | ½ | 0 | ½ | 0 | 0 | 0 | ½ | 1  | -  | 1  | ½  | ½  | 1  | 1  | ½  | 1  | 8½   |           |
| 12 | Oscar Panno (Argentina)      | 2580 | ½ | ½ | 1 | ½ | ½ | 0 | ½ | 0 | ½ | 0  | 0  | -  | ½  | ½  | ½  | ½  | 1  | 1  | 8    | 62.50     |
| 13 | Paul Keres (Liên Xô)         | 2605 | ½ | 0 | 0 | 0 | 0 | ½ | ½ | ½ | ½ | ½  | ½  | ½  | -  | ½  | ½  | 1  | 1  | 1  | 8    | 54.25     |
| 14 | Florin Gheorghiu (Romania)   | 2530 | 0 | 0 | 0 | ½ | 0 | 0 | ½ | ½ | ½ | 1  | ½  | ½  | ½  | -  | 1  | ½  | ½  | 1  | 7½   |           |
| 15 | Peter Biyiasas (Canada)      | 2395 | ½ | 1 | 0 | 0 | ½ | ½ | 0 | 0 | ½ | 0  | 0  | ½  | ½  | 0  | -  | ½  | 1  | 1  | 6½   |           |
| 16 | Tan Lian Ann (Singapore)     | 2365 | 0 | 0 | 0 | 0 | 0 | 0 | ½ | 0 | 0 | ½  | 0  | ½  | 0  | ½  | ½  | -  | ½  | 0  | 3    | 22.00     |
| 17 | Werner Hug (Thụy Sĩ)         | 2445 | 0 | 0 | 0 | 0 | 0 | 0 | 0 | ½ | ½ | 0  | ½  | 0  | 0  | ½  | 0  | ½  | -  | ½  | 3    | 20.25     |
| 18 | Shimon Kagan (Israel)        | 2405 | 0 | 0 | 0 | 0 | 0 | 1 | 0 | 0 | ½ | 0  | 0  | 0  | 0  | 0  | 0  | 1  | ½  | -  | 3    | 19.50     |
Mecking giành vé đầu tiên dự Giải đấu Ứng viên, còn ba kỳ thủ đồng hạng nhì phải thi đấu một giải playoff ở Portoroz  nhằm giành hai tấm vé.
|   |                           | Rating | 1    | 2    | 3    | Điểm |
| - | ------------------------- | ------ | ---- | ---- | ---- | ---- |
| 1 | Lajos Portisch (Hungary)  | 2650   | -    | 11== | =1== | 5½   |
| 2 | Lev Polugaevsky (Liên Xô) | 2625   | 00== | -    | 110= | 3½   |
| 3 | Efim Geller (Liên Xô)     | 2605   | =0== | 001= | -    | 3    |
Portisch và Polugaevsky giành hai tấm vé dự giải.

## Giải đấu Ứng viên 1974
Giải đấu các ứng cử viên năm 1974 diễn ra theo thể thức đấu loại trực tiếp. Spassky là á quân trận tranh ngôi và Petrosian là á quân Giải đấu Ứng viên trước đó được vào thẳng giải đấu, cùng với sáu kỳ thủ từ hai giải Liên khu vực.
Ở tứ kết, người thắng ba ván trước lọt vào vòng sau, không kể các ván hòa. Ở bán kết là bốn ván thắng, còn chung kết là năm ván thắng nhưng không quá 24 ván. Karpov thắng Korchnoi 3–2 với 19 ván hòa, tức đánh đủ 24 ván, do đó giành quyền thách đấu Fischer.
|  |                                      |                  |                            |                            |                 |                 |                 |                          |                |     |           |           |           |
|  | Tứ kết                               | Tứ kết           | Tứ kết                     |                            |                 | Bán kết         | Bán kết         | Bán kết                  |                |     | Chung kết | Chung kết | Chung kết |
|  | Tứ kết                               | Tứ kết           | Tứ kết                     |                            |                 | Bán kết         | Bán kết         | Bán kết                  |                |     | Chung kết | Chung kết | Chung kết |
|  | Moskva, tháng 1–2, 1974              |                  |                            |                            |                 |                 |                 |                          |                |     |           |           |           |
|  |                                      |                  |                            |                            |                 |                 |                 |                          |                |     |           |           |           |
|  | Anatoly Karpov                       | Anatoly Karpov   | 5½                         |                            |                 |                 |                 |                          |                |     |           |           |           |
|  | Anatoly Karpov                       | Anatoly Karpov   | 5½                         | Leningrad, tháng 4–5, 1974 |                 |                 |                 |                          |                |     |           |           |           |
|  | Lev Polugaevsky                      | Lev Polugaevsky  | 2½                         |                            |                 |                 |                 |                          |                |     |           |           |           |
|  | Lev Polugaevsky                      | Lev Polugaevsky  | 2½                         |                            |                 | Anatoly Karpov  | Anatoly Karpov  | 7                        |                |     |           |           |           |
|  | San Juan, Puerto Rico, tháng 1, 1974 |                  |                            |                            |                 | Anatoly Karpov  | Anatoly Karpov  | 7                        |                |     |           |           |           |
|  |                                      |                  | Boris Spassky              | Boris Spassky              | 4               |                 |                 |                          |                |     |           |           |           |
|  | Boris Spassky                        | Boris Spassky    | Boris Spassky              | Boris Spassky              | 4               | 4½              |                 |                          |                |     |           |           |           |
|  | Boris Spassky                        | Boris Spassky    |                            |                            |                 | 4½              |                 | Moskva, tháng 9–11, 1974 |                |     |           |           |           |
|  | Robert Byrne                         | Robert Byrne     | 1½                         |                            |                 |                 |                 |                          |                |     |           |           |           |
|  | Robert Byrne                         | Robert Byrne     | 1½                         |                            |                 |                 |                 | Anatoly Karpov           | Anatoly Karpov | 12½ |           |           |           |
|  | Augusta, Georgia, Mỹ, 1974           |                  |                            |                            |                 |                 |                 | Anatoly Karpov           | Anatoly Karpov | 12½ |           |           |           |
|  |                                      |                  |                            |                            | Viktor Korchnoi | Viktor Korchnoi | 11½             |                          |                |     |           |           |           |
|  | Viktor Korchnoi                      | Viktor Korchnoi  | 7½                         |                            | Viktor Korchnoi | Viktor Korchnoi | 11½             |                          |                |     |           |           |           |
|  | Viktor Korchnoi                      | Viktor Korchnoi  | 7½                         | Odessa, tháng 4, 1974      |                 |                 |                 |                          |                |     |           |           |           |
|  | Henrique Mecking                     | Henrique Mecking | 5½                         |                            |                 |                 |                 |                          |                |     |           |           |           |
|  | Henrique Mecking                     | Henrique Mecking | 5½                         |                            |                 | Viktor Korchnoi | Viktor Korchnoi | 3½                       |                |     |           |           |           |
|  | Palma de Mallorca, 1974              |                  |                            |                            |                 | Viktor Korchnoi | Viktor Korchnoi | 3½                       |                |     |           |           |           |
|  |                                      |                  | Tigran Petrosian (bỏ cuộc) | Tigran Petrosian (bỏ cuộc) | 1½              |                 |                 |                          |                |     |           |           |           |
|  | Tigran Petrosian                     | Tigran Petrosian | Tigran Petrosian (bỏ cuộc) | Tigran Petrosian (bỏ cuộc) | 1½              | 7               |                 |                          |                |     |           |           |           |
|  | Tigran Petrosian                     | Tigran Petrosian |                            |                            |                 |                 |                 |                          |                |     |           |           |           |
|  | Lajos Portisch                       | Lajos Portisch   | 6                          |                            |                 |                 |                 |                          |                |     |           |           |           |
|  | Lajos Portisch                       | Lajos Portisch   | 6                          |                            |                 |                 |                 |                          |                |     |           |           |           |
|  |                                      |                  |                            |                            |                 |                 |                 |                          |                |     |           |           |           |

Vòng bán kết có hai cựu vua cờ là Petrosian và Spassky, thi đấu ở hai trận đấu khác nhau. Hai người từng gặp nhau trong các trận tranh ngôi năm 1966 và 1969. Cả hai đều bị loại ở bán kết. Mặc dù luật quy định bán kết phải thắng bốn ván, nhưng Petrosian đã bỏ cuộc sau khi thua ba ván.

### Chung kết giải đấu Ứng viên
|                           | 1 | 2 | 3 | 4 | 5 | 6 | 7 | 8 | 9 | 10 | 11 | 12 | 13 | 14 | 15 | 16 | 17 | 18 | 19 | 20 | 21 | 22 | 23 | 24 | Điểm |
| ------------------------- | - | - | - | - | - | - | - | - | - | -- | -- | -- | -- | -- | -- | -- | -- | -- | -- | -- | -- | -- | -- | -- | ---- |
| Anatoly Karpov (Liên Xô)  | ½ | 1 | ½ | ½ | ½ | 1 | ½ | ½ | ½ | ½  | ½  | ½  | ½  | ½  | ½  | ½  | 1  | ½  | 0  | ½  | 0  | ½  | ½  | ½  | 12½  |
| Viktor Korchnoi (Liên Xô) | ½ | 0 | ½ | ½ | ½ | 0 | ½ | ½ | ½ | ½  | ½  | ½  | ½  | ½  | ½  | ½  | 0  | ½  | 1  | ½  | 1  | ½  | ½  | ½  | 11½  |

## Trận tranh ngôi vua cờ
Trước trận đấu năm 1972 với Spassky, Fischer đã cảm thấy rằng thể thức ai giành được 12½ điểm trước là không công bằng, vì nó khuyến khích ai đang dẫn trước tìm cách thủ hòa thay vì quyết thắng. Bản thân ông cũng sử dụng chiến thuật này trong trận đấu với Spassky: sau khi vượt lên dẫn trước với khoảng cách an toàn, ông đã cầm hòa các ván từ 14 đến 20. Với mỗi trận đấu, ông tiến gần hơn đến danh hiệu, trong khi Spassky mất dần cơ hội gỡ lại. Phong cách thi đấu này không làm Fischer hài lòng. Thay vào đó, ông yêu cầu thể thức được thay đổi thành thể thức được sử dụng trong Giải vô địch thế giới đầu tiên, giữa Wilhelm Steinitz và Johannes Zukertort. Khi đó người thắng cuộc là kỳ thủ đầu tiên đạt được 10 ván thắng, không kể các ván hòa. Trong trường hợp hòa 9-9, nhà vô địch sẽ bảo vệ được danh hiệu và giải thưởng chia đều. Trong đại hội thường niên FIDE tổ chức năm 1974 ở Olympiad Nice, các đại biểu đã bỏ phiếu ủng hộ đề xuất 10 ván thắng của Fischer, nhưng bác bỏ điều kiện hòa 9–9, cũng như khả năng trận đấu không giới hạn nếu chưa đủ số ván thắng. Đáp lại, Fischer từ chối bảo vệ danh hiệu vua cờ. Thời hạn để Fischer xem xét lại được gia hạn, nhưng ông không trả lời. Vì vậy Karpov được trao ngôi vua cờ vào ngày 3 tháng 4 năm 1975.

## Sau trận đấu
Sau khi Fischer bỏ cuộc, Karpov mặc định trở thành nhà vô địch thế giới. Liệu Karpov có thể thắng được Fischer hay không là một điều suy đoán. Vua cờ tương lai Garry Kasparov cho rằng Karpov có cơ hội tốt, bởi vì ông đã đánh bại Spassky một cách thuyết phục và là một kỳ thủ chuyên nghiệp khó chơi thuộc thế hệ trẻ hơn. Thực sự Karpov có những ván đấu chất lượng cao hơn, trong khi đó Fischer đã không thi đấu trong ba năm. Quan điểm này được chính Karpov đồng ý. Spassky lại cho rằng Fischer thắng vào năm 1975 nhưng Karpov sẽ lại trở thành nhà thách đấu và đánh bại Fischer vào năm 1978.
Karpov đã trở thành nhà vô địch thế giới mà không đánh bại vua cờ trước đó trong một trận đấu, khiến một số người nghi ngờ về tính hợp lệ của danh hiệu. Ông đã đáp lại những nghi ngờ này bằng cách tham gia gần như mọi giải đấu lớn trong mười năm tiếp theo. Ông đã vô địch giải đấu mạnh Milan một cách thuyết phục năm 1975 và giành được chức vô địch Liên Xô đầu tiên trong ba chức vô địch trong sự nghiệp vào năm 1976. Ông đã có một chuỗi thắng giải ấn tượng trong những giải đấu trước các kỳ thủ hàng đầu thế giới. Karpov giữ kỷ lục vô địch nhiều giải đấu liên tiếp nhất (9 giải) cho đến khi kỷ lục bị Garry Kasparov (14 giải) xô đổ. Do đó, hầu hết các chuyên gia đã công nhận ông là một vua cờ hợp lệ.